# Терещук Орест Олегович
Терещук Орест Олегович (нар. 18 серпня 1981) — колишній український тенісист.
Найвищу одиночну позицію світового рейтингу — 240 місце досяг 25 лютого 2002, парну — 101 місце — 7 травня 2007 року.
Завершив кар'єру 2007 року.

## Титули на челленджерах

### Парний розряд: (11)
| Ранг | Рік  | Турнір                 | Покриття | Партнер            | Суперники                           | Рахунок                     |
| ---- | ---- | ---------------------- | -------- | ------------------ | ----------------------------------- | --------------------------- |
| 1.   | 2002 | Магдебург, Німеччина   | Килим    | Франц Штаудер      | Дік Норман Д'ялмар Сістерманс       | 6–4, 6–3                    |
| 2.   | 2003 | Санкт-Петербург, Росія | Ґрунт    | Михайло Єлгін      | Юрій Щукін Дмитро Власов            | 3–6, 6–3, 7–5               |
| 3.   | 2004 | Белград, Сербія        | Килим    | Браніслав Секач    | Дарко Маджаровський Янко Типсаревич | 6–3, 6–4                    |
| 4.   | 2005 | Белград, Сербія        | Килим    | Ігор Куніцин       | Лукаш Длоуги Ян Вацек               | W/O                         |
| 5.   | 2005 | Бухара, Узбекистан     | Тверде   | Олексій Кедрюк     | Роган Бопанна Кю Те Ім              | 5–7, 6–4, 6–1               |
| 6.   | 2005 | Донецьк, Україна       | Тверде   | Михайло Філіма     | Урос Віко Ловро Зовко               | 6–2, 6–3                    |
| 7.   | 2006 | Стамбул, Туреччина     | Тверде   | Олексій Кедрюк     | Яспер Сміт Мартейн ван Гастерен     | 1–6, 7–5, [10–8]            |
| 8.   | 2006 | Саранськ, Росія        | Ґрунт    | Олексій Кедрюк     | Робін Гаасе Декел Валтзер           | 6–4, 5–7, [10–5]            |
| 9.   | 2006 | PEOPLEnet CUP, Україна | Тверде   | Сергій Стаховський | Марко К'юдінеллі Ловро Зовко        | 6–4, 6–0                    |
| 10.  | 2007 | Рабат, Марокко         | Ґрунт    | Юрій Щукін         | Петер Лучак Борис Пашанскі          | 6–7(8–10), 7–6(7–4), [10–3] |
| 11.  | 2007 | Фес, Марокко           | Ґрунт    | Сергій Стаховський | Рабіє Чакі Мунір Аль Ааредж         | 6–3, 6–3                    |